# БелГазета
БелГазета — информационно-аналитическая русскоязычная газета, которая выходит еженедельно в Беларуси. До сентября 2005 года — «Белорусская газета».
Занимается независимым освещением событий экономической, внутриполитической, деловой, общественной, международной жизни Беларуси и близкого зарубежья (Россия, Украина, страны Балтии). Основная тематика: государство, политика, экономика, бизнес, компании и рынки, общество, криминал, шоу-бизнес, культура.
По результатам исследования Информационно-аналитического центра при Администрации президента Республики Беларусь, проведённого в 2014 году, издание попало в топ-10 газет по степени доверия. На сегодняшний момент продаётся по всей Республике Беларусь.
В начале 2019 года в редакции произошли пертурбации, ушёл главный редактор Игорь Высоцкий, другие журналисты, и исполняющий обязанности главного редактора стал основной владелец издания, журналист Кирилл Живолович.
В 2019 году один выпуск получил запрет на продажу в киосках «Белсоюзпечати» от Министерства информации Республики Беларусь за «пошлость и хамство»: карикатуру с мужчинами, похожими на чиновников, в испачканных в костюмах как аллегорию на визит Александра Лукашенко с инспекцией в один из колхозов Шкловского района. По мнению Бориса Горецкого, заместителя председателя Белорусской ассоциации журналистов, «это полностью вне правового поля: никаких предупреждений не было… фактически, была проведена цензура».
25 августа 2020 года Белорусский дом печати отказался печатать свежий номер «БелГазеты» будто из-за поломки станка. В эти же сроки и по той же причине не вышли в свет три номера «Комсомольской правды в Беларуси» и по номеру «Народнай волі» и «Свободных новостей плюс» — все четыре газеты освещали протесты в Беларуси.
По состоянию на январь 2021 года ввиду отказа белорусских типографий печатать, а «Белпочты» и «Белсоюзпечати» распространять, «БелГазета» по-прежнему не печатается.